# Université Pierre-Mendès-France (Grenoble-II)
L'université Pierre-Mendès-France (aussi appelée UPMF ou Grenoble-II), nommée ainsi en l'honneur de Pierre Mendès France, est une ancienne université française, ayant existé entre 1970 et 2015. Principalement implantée sur le domaine universitaire de Grenoble, certains de ses sites étaient délocalisés, notamment à Valence.
Les domaines d'enseignement abordés étaient les sciences humaines et sociales, l'économie et le droit. Quelques disciplines scientifiques, notamment l'Informatique, sont étudiées. L’UPMF a une tradition d’expérimentation dans le domaine de l’interdisciplinarité.
Le 11 septembre 2015, le décret de fusion des trois universités grenobloises est signé pour une fusion effective le 1er janvier 2016, créant ainsi la nouvelle entité Université Grenoble-Alpes.  

## Histoire

### Université de Grenoble
L'origine de l’université de Grenoble remonte à 1339. L’Université Grenoble II est mise en place en 1970, en application de la loi d’orientation de l’enseignement supérieur du 12 novembre 1968. En 1985, l'université obtient de nouveaux statuts en application de la loi du 22 janvier 1984. L'université adopte la dénomination "Pierre Mendès France" (UPMF) en 1991, et signe le premier contrat d’établissement avec le Ministère. En 2009, la fondation du PRES Université de Grenoble, future communauté Université Grenoble-Alpes, qui regroupe les établissements universitaires de l'académie annonce le regroupement de toutes les universités grenobloises prévu en 2016.

### Liste des présidents de l'université
| Identité                           | Période | Période | Durée |
| Identité                           | Début   | Fin     | Durée |
| ---------------------------------- | ------- | ------- | ----- |
| Jean-Louis Quermonne (1927 - 2021) | 1970    | 1974    | 4 ans |
| Paul Leroy (d) (né en 1934)        | 1974    | 1979    | 5 ans |
| Michel Rousset (d), (né en 1933)   | 1979    | 1987    | 8 ans |
| Bernard Pouyet (d) (né en 1941)    | 1987    | 1992    | 5 ans |
| Guy Romier (d)                     | 1992    | 1997    | 5 ans |
| François Petit (d), (né en 1945)   | 1997    | 2002    | 5 ans |
| Claude Courlet (d) (né en 1943)    | 2002    | 2007    | 5 ans |
| Alain Spalanzani (d)               | 2007    | 2012    | 5 ans |
| Sébastien Bernard (d) (né en 1974) | 2012    | 2015    | 3 ans |

## Organisation et structure
L'université compte diverses composantes chargées de l'enseignement, réparties entre unités de formation et de recherche (UFR), écoles et instituts.
- Faculté d'économie de Grenoble
- Institut d'administration des entreprises de Grenoble
- Institut universitaire de technologie 2 (site de Grenoble)
- Institut universitaire de technologie (site de Valence)
- UFR Faculté de Droit
- UFR Institut d'urbanisme de Grenoble
- UFR Sciences de l'homme et de la société
- UFR Sciences humaines

## Formation et recherche

### Enseignants
- Philippe Saltel, professeur de philosophie, spécialiste de l'histoire de la philosophie morale
- Denis Vernant, professeur de philosophie, spécialiste de la philosophie du langage, la pragmatique et la dialogique ainsi que la philosophie de l'action et la praxéologie

## La vie étudiante

### Évolution démographique
Évolution démographique de la population universitaire 

| 1988   | 1989   | 1990   | 1991   | 1992    | 1995   | 1997   | 1998   |
| ------ | ------ | ------ | ------ | ------- | ------ | ------ | ------ |
| 13 629 | 14 854 | 16 429 | 17 261 | 18 974, | 20 179 | 18 770 | 18 725 |

| 1999   | 2000   | 2001   | 2002   | 2003   | 2004   | 2005   | 2006   |
| ------ | ------ | ------ | ------ | ------ | ------ | ------ | ------ |
| 18 805 | 18 600 | 18 510 | 18 576 | 18 247 | 18 703 | 18 596 | 18 238 |

| 2007   | 2008   | 2009   | 2010   | 2011   | - | - | - |
| ------ | ------ | ------ | ------ | ------ | - | - | - |
| 18 073 | 18 137 | 17 826 | 17 636 | 17 417 | - | - | - |

## Œuvres d'art
- Sculptures de granit taillé à la flamme de Pierre Székely (1971) : Point de vue[26], Parole[27], Front[28].
- Dalles en fonte de François Deck (1993) : Faire le chemin en marchant[29].